# Aleksander Jackiewicz

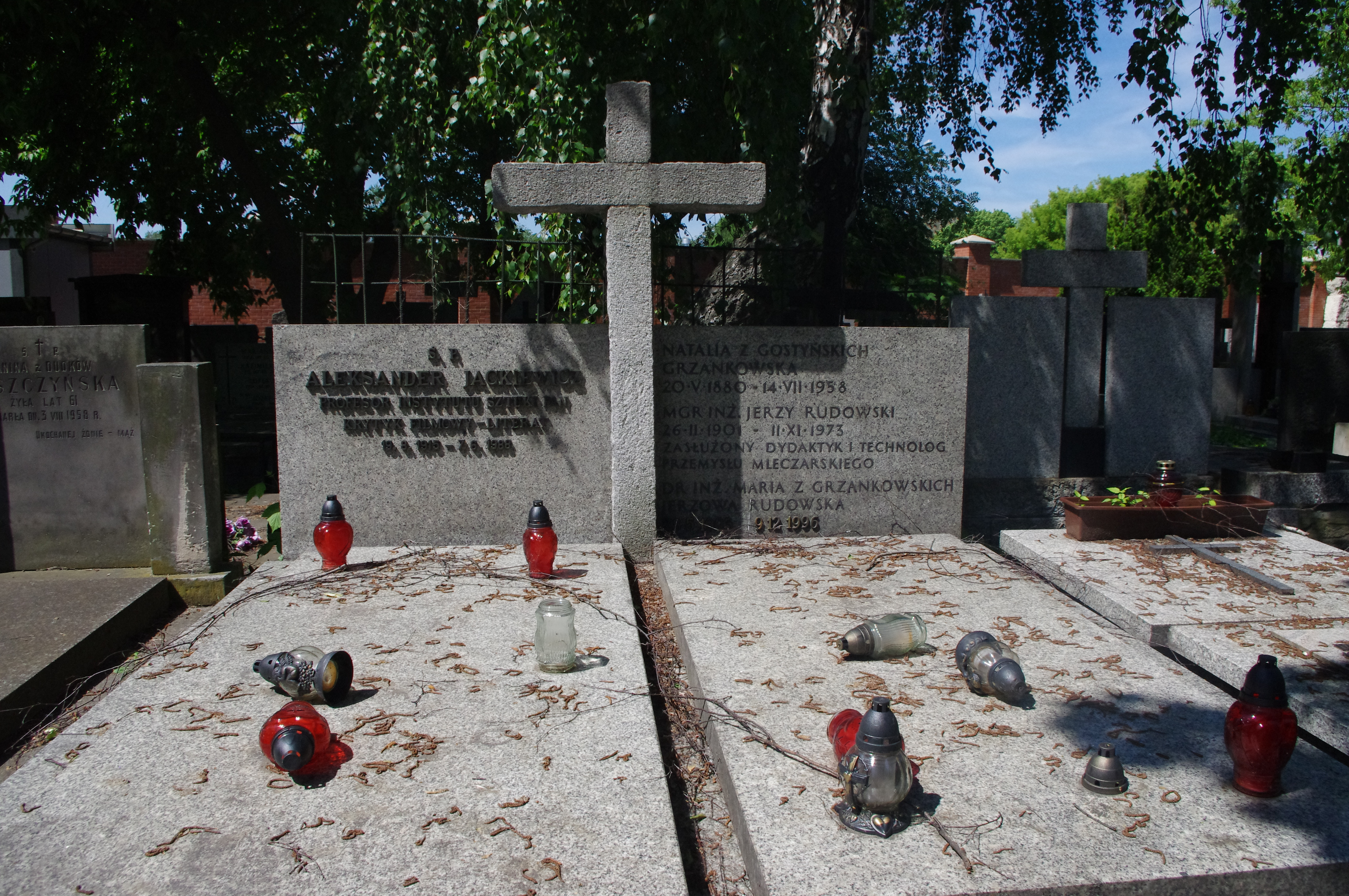
Grób Aleksandra Jackiewicza na cmentarzu Powązkowskim w Warszawie

Aleksander Jackiewicz (ur. 6 sierpnia?/19 sierpnia 1915 w Symferopolu, zm. 7 czerwca 1988 w Warszawie) – teoretyk i krytyk filmu, eseista, powieściopisarz, profesor w Instytucie Sztuki PAN, wieloletni wykładowca w PWSF w Łodzi.

## Życiorys
Był synem Apolinarego i Leokadii z d. Bogackiej. Jego ojciec był prawnikiem, matka ukończyła studia z zakresu filologii słowiańskiej.
Do 1922 mieszkał z rodzicami na Krymie. W 1933 ukończył gimnazjum we Włodzimierzu Wołyńskim, następnie był słuchaczem Wołyńskiej Szkoły Podchorążych Rezerwy Artylerii. W 1934 rozpoczął studia na wydziale architektury Politechniki Lwowskiej, jednak po jednym semestrze przeniósł się na studia polonistyczne na Uniwersytecie Warszawskim, studiował też w Wyższej Szkole Dziennikarskiej w Warszawie. Studia ukończył w 1938, w tym samym roku opublikował powieść Człowiek i jego cień.
Walczył w wojnie obronnej w 1939, w szeregach 2 Dywizjonu Artylerii Konnej. W latach 1940–1942 mieszkał w Grodźcu, gdzie pracował w kopalni węgla. W lipcu 1942 został aresztowany za odmowę podpisania volkslisty, w 1943 wywieziony na roboty przymusowe. Pracował w Berlinie, skąd zbiegł w maju 1944. Zamieszkał w Wiedniu, gdzie pracował jako dekorator okien wystawowych.
W maju 1945 został członkiem Polskiej Misji Repatriacyjnej w Wiedniu, od czerwca tego roku wykładał literaturę i język polski na Uniwersytecie Wiedeńskim, pełnił także funkcję attaché kulturalnego w Polskiej Misji Politycznej w Wiedniu. Napisał wówczas dwie książki: Der Fluss (1945) i Der Magier (1946 – wyd. polskie Górnicy – 1949). W 1947 powrócił do Polski.
Od października 1947 pracował jako radca kulturalny, w listopadzie 1948 został wicedyrektorem Biura Współpracy Zagranicznej w Ministerstwie Kultury i Sztuki, jednak zrezygnował z tej funkcji w lutym 1949, zamierzając koncentrować się na pracy naukowej i pisarskiej. Już od 1948 prowadził zajęcia na Uniwersytecie Warszawskim, jako asystent w Katedrze Historii Literatury, od 1 października 1949 wykładał w Państwowej Wyższej Szkole Filmowej. Od 1 marca 1953 pracował w Instytucie Sztuki Polskiej Akademii Nauk, równocześnie do 1961 prowadził zajęcia na Uniwersytecie Warszawskim, do 1958 w PWSF, od 1958 do 1965 w Państwowej Wyższej Szkole Filmowej i Teatralnej w Łodzi.
W Instytucie Sztuki PAN kierował do 1964 Studium Teorii i Historii Filmu, w marcu 1957 na podstawie pracy Gorki i film napisanej pod kierunkiem Juliusza Starzyńskiego stopień kandydata nauk. W październiku 1957 uzyskał stopień docenta. Od 1972 kierował Zakładem Teorii Filmu, Telewizji i Sztuk Masowych. W 1973 uzyskał tytuł profesora nadzwyczajnego. W IS PAN pracował do 31 grudnia 1986.
W latach 1958–1961 był redaktorem naczelnym pisma Film, na łamach pisma także w kolejnych latach prowadził stałe rubryki Latarnia Czarnoksięska, Zapiski krytyczne i od lutego 1983 Moja historia kina, publikował także wielu innych pismach kulturalnych. W latach 1975–1981 prowadził w Telewizji Polskiej programy Gwiazdobiór i Latarnia czarnoksięska. Był też wykładowcą Akademii Filmowej przy Dyskusyjnym klubie filmowym „Kwant”.
Był autorem książek poświęconych związkom literatury z filmem o raz historii i krytyce filmowej: Gorki i film (1955), Latarnia czarnoksięska (szkice o kinie socrealistycznym – 1956), René Clair (1957), Film jako powieść XX wieku (1968), Niebezpieczne związki literatury i filmu (1971), Historia literatury w moim kinie (1974), Antropologia filmu (1975), Mistrzowie kina współczesnego (1977), Fenomenologia kina. Tom 1. Narodziny dzieła filmowego (1981), Latarnia czarnoksięska 2 (1982) Gwiazdozbiór (1983), Kino polskie (1983), Kino na świecie (1983), Kino prymitywne (1988) Literatura i teatr w filmie (1989), Film w kulturze (1989). Opublikował też powieści (poza wymienionymi wyżej) Jan bez ziemi (1950), Penicylina (1951), Wiedeńska wiosna (1952), Wieża Babel (1953), Carski oficer (1955), Śmierć donżuana (1959), Romans w Cannes (1961) Madame (1963), Spotkanie w Santa Margherita (1967), Klaudia (1973), Ucieczka Maury (1976)
W 1973 zagrał profesora w filmie Pies w reżyserii Janusza Kondratiuka.
Od 1957 był członkiem Stowarzyszenia Dziennikarzy Polskich, w którym w latach 1975-1978 kierował Klubem Krytyki Filmowej, w latach 1980-1982 był członkiem zarządu.
Dwukrotnie otrzymał Nagrodę im. Karola Irzykowskiego (1960, 1969), w 1974 Nagrodę im. Włodzimierza Pietrzaka, w 1977 nagrodę miesięcznika Kino za twórczość krytyczną w telewizji, w 1978 nagrodę tygodnika Ekran, w 1979 Nagrodę Komitetu ds. Radia i Telewizji, w 1984 nagrodę Życia Warszawy za krytykę artystyczną. Został też odznaczony Krzyżem Kawalerskim Orderu Odrodzenia Polski i Medalem Komisji Edukacji Narodowej.
Pochowany na cmentarzu Powązkowskim w Warszawie (kwatera 154c-3-18/19).